# Ernst August Gaertner
 Ernst August Gaertner  (* 8. März 1794 in Magdeburg; † 30. Juli 1862 in Schönhausen (Elbe)) war ein liberaler Politiker, Unternehmer, Deichhauptmann an der Mittelelbe und Philanthrop.

## Leben, Familie
Gaertner war Sohn des preußischen Justizkommissars Friedrich Wilhelm Abraham Gaertner und Sophie Marie Dohlhoff (* 4. Oktober 1769, † 22. Dezember 1827), einer Tochter des Bürgermeisters der Pfälzer Kolonie Georg Philipp Dohlhoff. Die Familie Gaertner ist vielfältig mit hugenottischen Familien verbunden. So war z. B. Ernst August Gaertners Großvater Johann Ernst Gaertner ein Schwiegersohn von Moyse Garrigue; weitere Verbindungen führen zu den bekannten Magdeburger Bürger-Familien Sandrart und Schwartz, deren Vorfahren als Religionsflüchtlinge aus dem Hennegau nach Magdeburg gekommen waren. Auch der französische Glaubensflüchtling und Berliner Tapissier Jean I Barraband zählt zu seinen Ahnen.
Gaertner heiratete am 19. Mai 1822 seine Kusine Emilie Susanne Henriette Maquet (* 19. Februar 1803, † 7. April 1875), Tochter des Kaufmanns Karl Maquet, der hugenottischer Abstammung war. Ihre Mutter Karoline Philippine (* 19. Dezember 1775, † 17. November 1830) war ebenso wie seine eigene Mutter eine Tochter Georg Philipp Dohlhoffs. Aus der Ehe gingen sechs Kinder hervor, die alle erwachsen wurden. Als Magdeburger Unternehmer war Gaertner zunächst Geschäftspartner seines Schwiegervaters Karl Maquet. Ihr Geschäft firmierte unter „Material, Delikatessen, Spedition“. Nach dem Tode Karl Maquets (1823) führte Gaertner das Geschäft allein weiter.
Gaertner war mit der Familie Dohlhoff auch verschwägert: Seine Schwester Johanna war mit Georg Eduard Dohlhoff verheiratet.
Im  Juni "1830 ersteigerte … Ernst August Gaertner das überschuldete, bis dahin einem anderen Zweig der Familie Bismarck gehörende Schloss Schönhausen II." In Schönhausen (Elbe) hatte die Familie Bismarck 1729 bis 1734, aufgrund einer testamentarischen Verfügung von August II. von Bismarck, neben dem bereits vorhandenen Gut für einen Sohn, noch eine weitere Gutswirtschaft für einen zweiten Erben errichtet. Es wurde Gut Schönhausen II genannt. Wahrscheinlich war es mit zugehörigem Landbesitz ähnlich oder sogar besser ausgestattet als Schönhausen I, das etwa 500 Hektar Land bewirtschaftete. Jedenfalls heißt es: „… Seit 1830 war der größere Teil von Schönhausen im Besitz eines Bürgerlichen, des Stadtrates Gaertner aus Magdeburg. …“

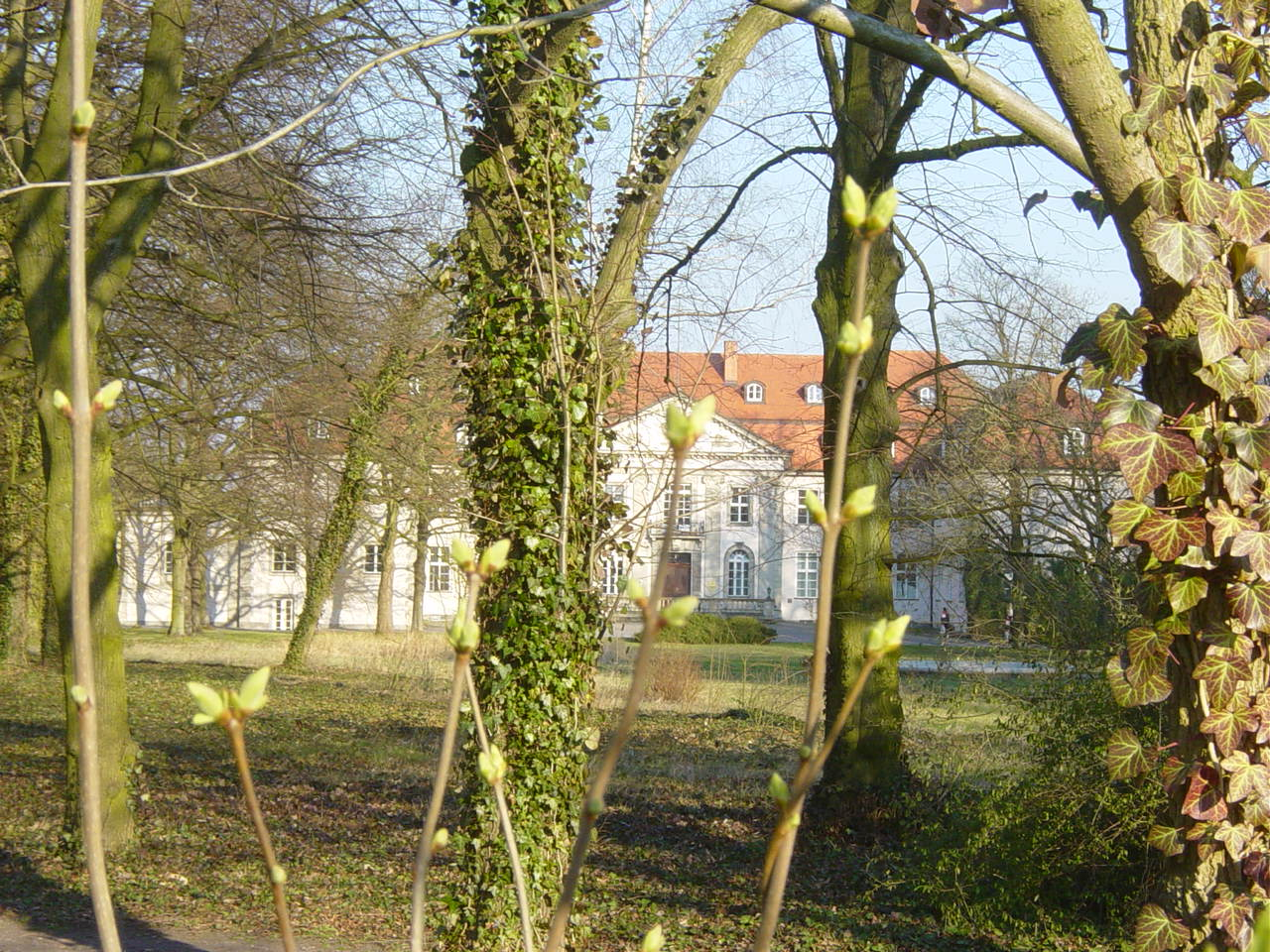
Schloss Schönhausen II

Während seine Familie bereits ab 1832 schrittweise das Rittergut Schönhausen II bezog, behielt Gaertner seinen Magdeburger Wohnsitz bei, denn noch 1835 wird er als wohnhaft am Georgenplatz 3 in Magdeburg und Mitglied der St. Ulrichs-Gemeinde zitiert. In Schönhausen lernte er, spätestens 1845, Otto von Bismarck kennen, der nach dem Tod seines Vaters das Gut Schönhausen I übernahm. Die beiden Rittergutsnachbarn, der konservative Junker Bismarck und der liberale Magdeburger Stadtrat und Unternehmer Gaertner, pflegten ein gutnachbarliches Verhältnis. 1849 schreibt Bismarck seiner Frau von politischen Diskussionen mit, und einem Essen beim „Stadtrat“, das heißt, seinem Nachbarn Ernst August Gaertner.

## Öffentliches Wirken
Der in Magdeburg tätige Unternehmer Gaertner, ein Urenkel des Hugenotten-Nachkommen Moyse Garrigue, erhielt 1822 das Bürgerrecht seiner Stadt. Im Jahr 1831 wurde Ernst August Gaertner zum Stadtverordneten (Stadtrat) in Magdeburg und im gleichen Jahr auch zum Ältesten der Korporation der Magdeburger Kaufmannschaft gewählt. 1849 wurde Ernst August Gaertner zunächst Stellvertreter Bismarcks als Deichhauptmann für die Mittelelbe. Doch schon 1851 löste er Bismarck vollends in diesem verantwortungsvollen Amt ab. Als Bismarck 1859 preußischer  Gesandter in St. Petersburg wurde, überließ er seinem Nachbarn Gaertner die Verwaltung seines Gutes Schönhausen. Davon zeugt ein vom 9. Dezember 1860 datierter Brief Otto von Bismarcks aus Petersburg. Er ist adressiert an „Stadtrat Gaertner“ und schließt mit den Worten: „Leben Sie wohl, verehrter Freund, und verzeihen Sie mir die Belästigung (gemeint ist die Verwaltung des Gutes); sollte sich jemals der Fall umkehren, so dass ich zu Hause bin und Sie in Petersburg, so werden Sie mich zu allen Gegendiensten bereit finden; aber auch in der Ferne bin ich mit den Gefühlen eines treuen Nachbarn der Ihrige.“

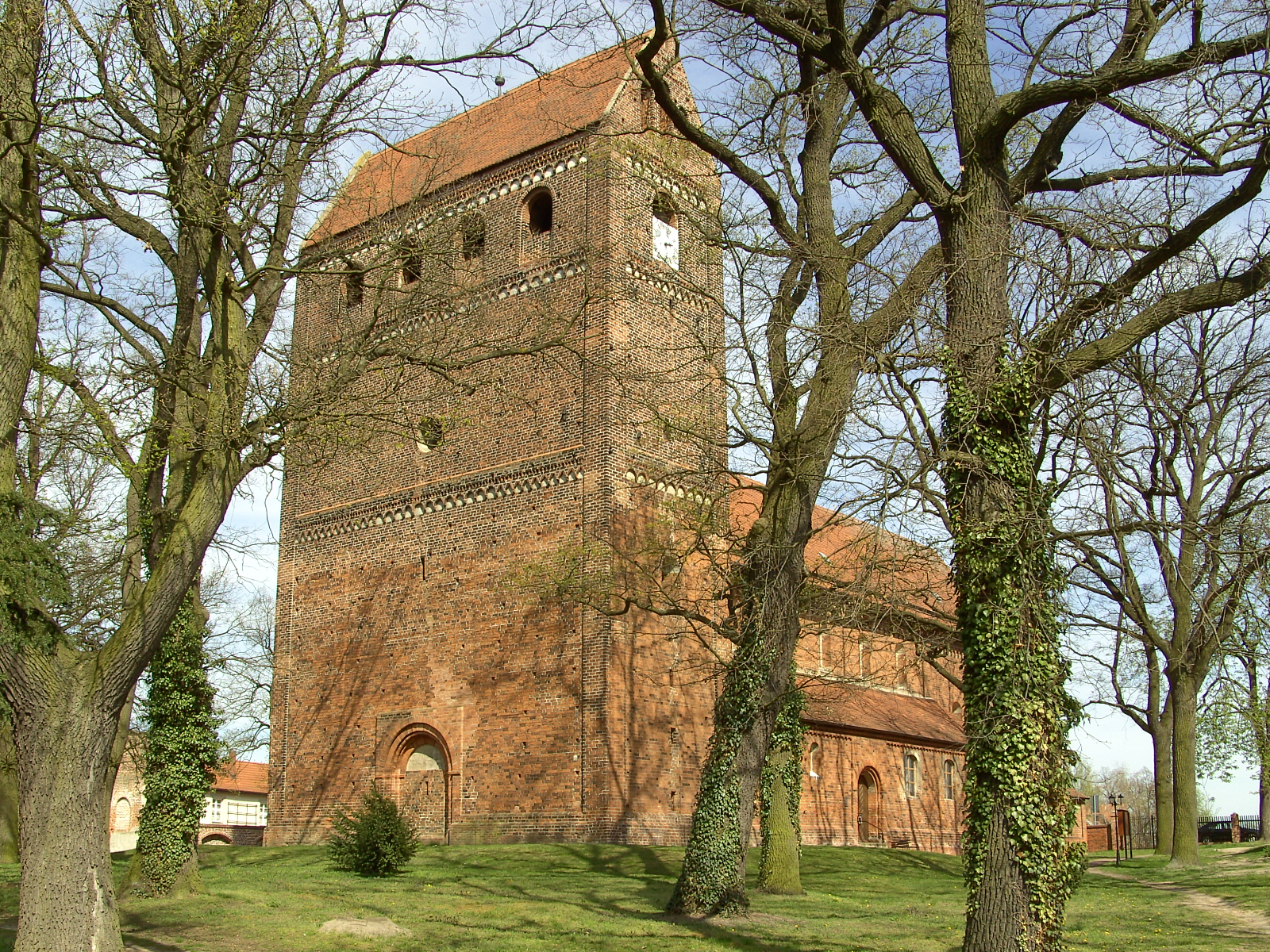
Romanische Dorfkirche

Eigene, private Geldmittel setzte Ernst August Gaertner für die Unterhaltung der alten romanischen Kirche St. Marien und Willebrord, in Schönhausen ein. Sie war Patronats-Kirche der Familie Bismarck und diente ihnen als Taufkirche und Grablege. Den geborstenen Turm und die Grablege im mächtigen Westbau der Kirche ließ Gaertner 1854 mit eigenen Mitteln aufwändig sanieren. Auch spendete er vier Morgen Land für die Erweiterung des Dorffriedhofes von Schönhausen.
Das Gaertnersche Gut Schönhausen II wurde 1885 von den Nachkommen „an die deutsche Nation“ verkauft und Bismarck zu seinem 70. Geburtstag geschenkt. Das darin dann eingerichtete Bismarck-Museum existierte bis zum Jahr 1948. Ernst August Gaertner war Träger des Roten Adlerordens. Mit diesem Orden wurde bürgerschaftliches Engagement und Leistung zu Gunsten anderer und des Gemeinwesens gewürdigt. Zeitweise war er der zweithöchste preußische Orden.